# Wesch

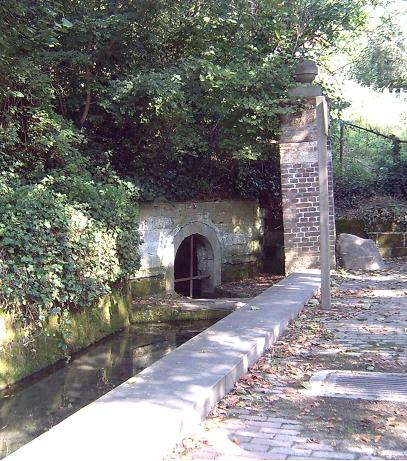
Sint-Brigidabron en wasplaats

Wesch (Limburgs: De Wesj), ook wel De Wesch is een buurtschap ten noorden van Noorbeek in de Nederlandse gemeente Eijsden-Margraten (provincie Limburg). Tot 31 december 2010 maakte de buurtschap deel uit van de gemeente Margraten. In totaal wonen er ca. 40 mensen in een vijftiental huizen.
De Noor ontspringt in deze buurtschap die ongeveer halverwege het Noordal gelegen is. In Wesch is de Brigidabron met een beeld van Sint-Brigida door de Noorbeekse kunstsmid Math Wanders. De bron was vroeger een openbare wasplaats waar textiel werd gespoeld. Hieraan ontleent de buurtschap haar naam: Wesch is dialect voor wasplaats.
In Wesch staan verschillende vakwerkhuizen. Samen met Noorbeek vormt het een beschermd dorpsgezicht.

## Vakwerkboerderijen in Wesch
In Wesch staan vier vakwerkboerderijen en –huizen die tevens rijksmonument zijn.

De vier vakwerkgebouwen van Wesch
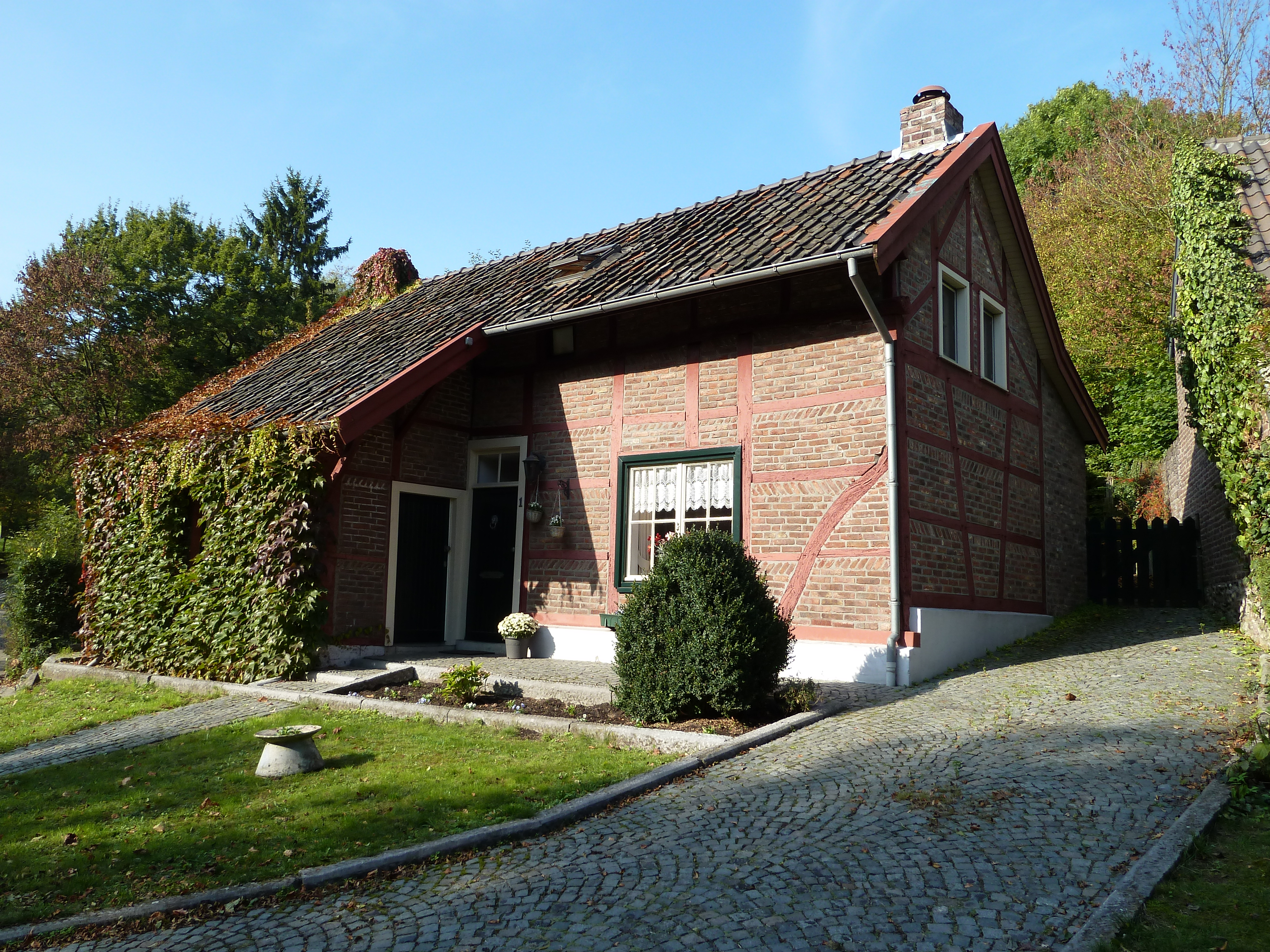
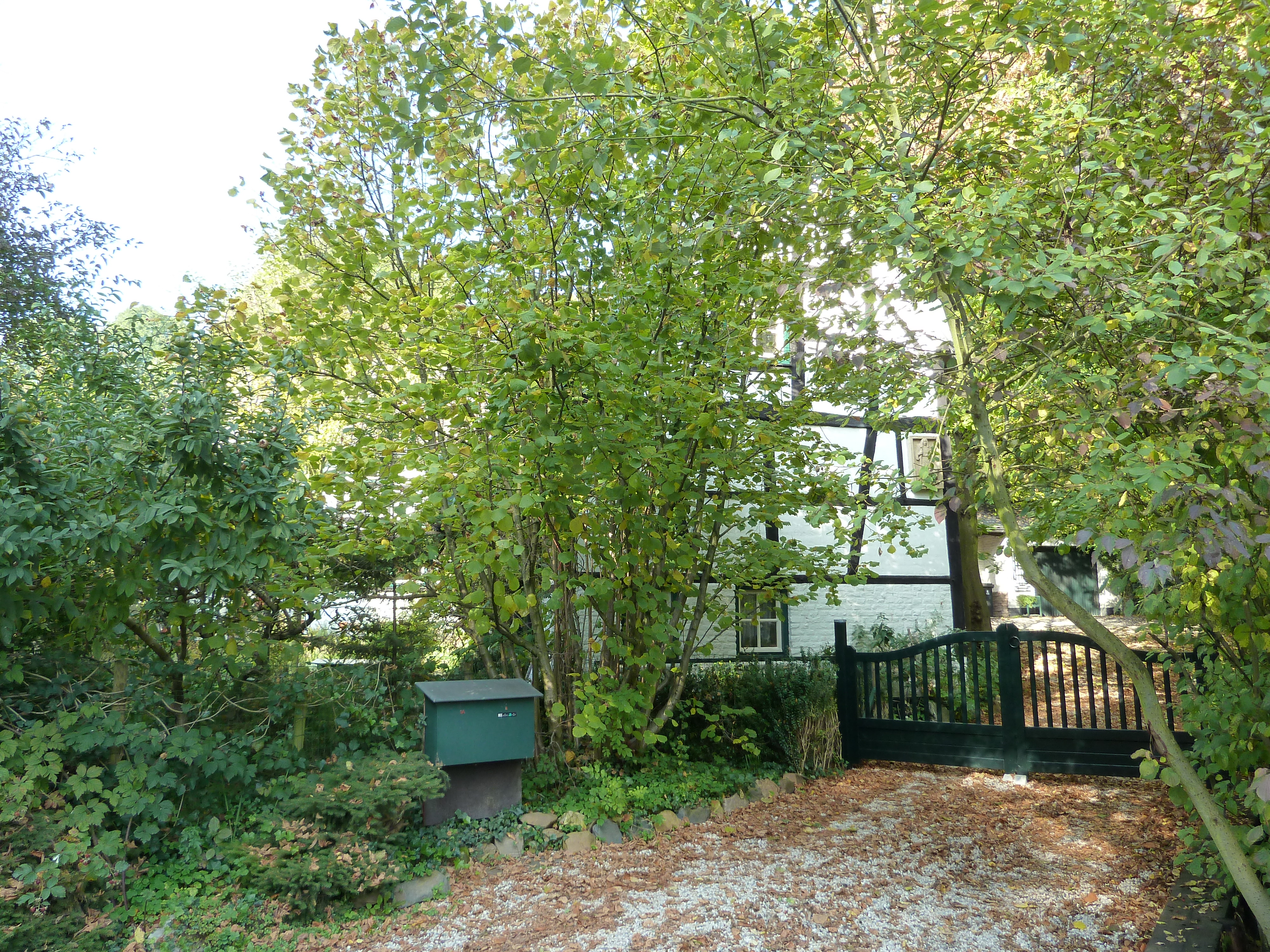
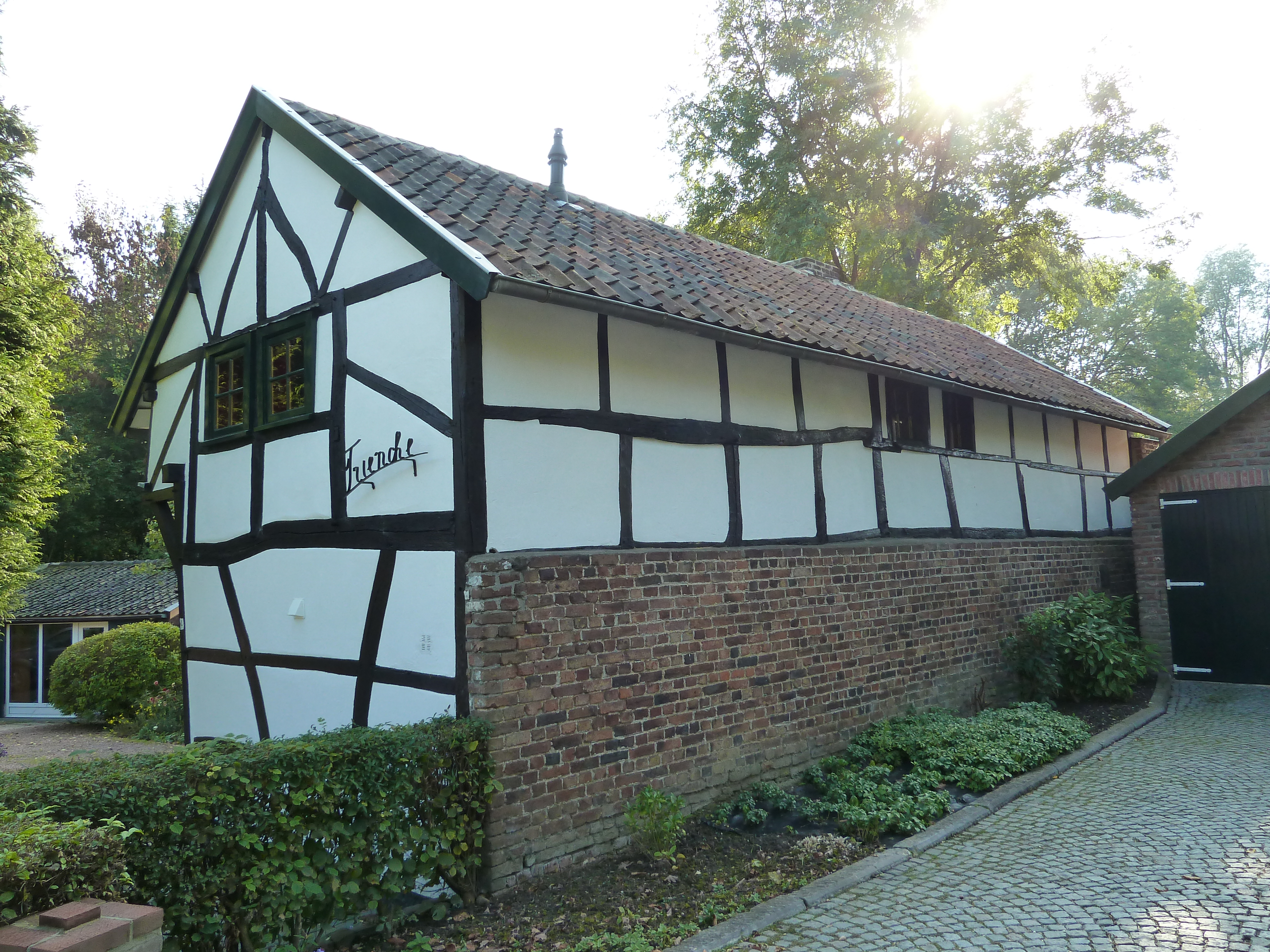
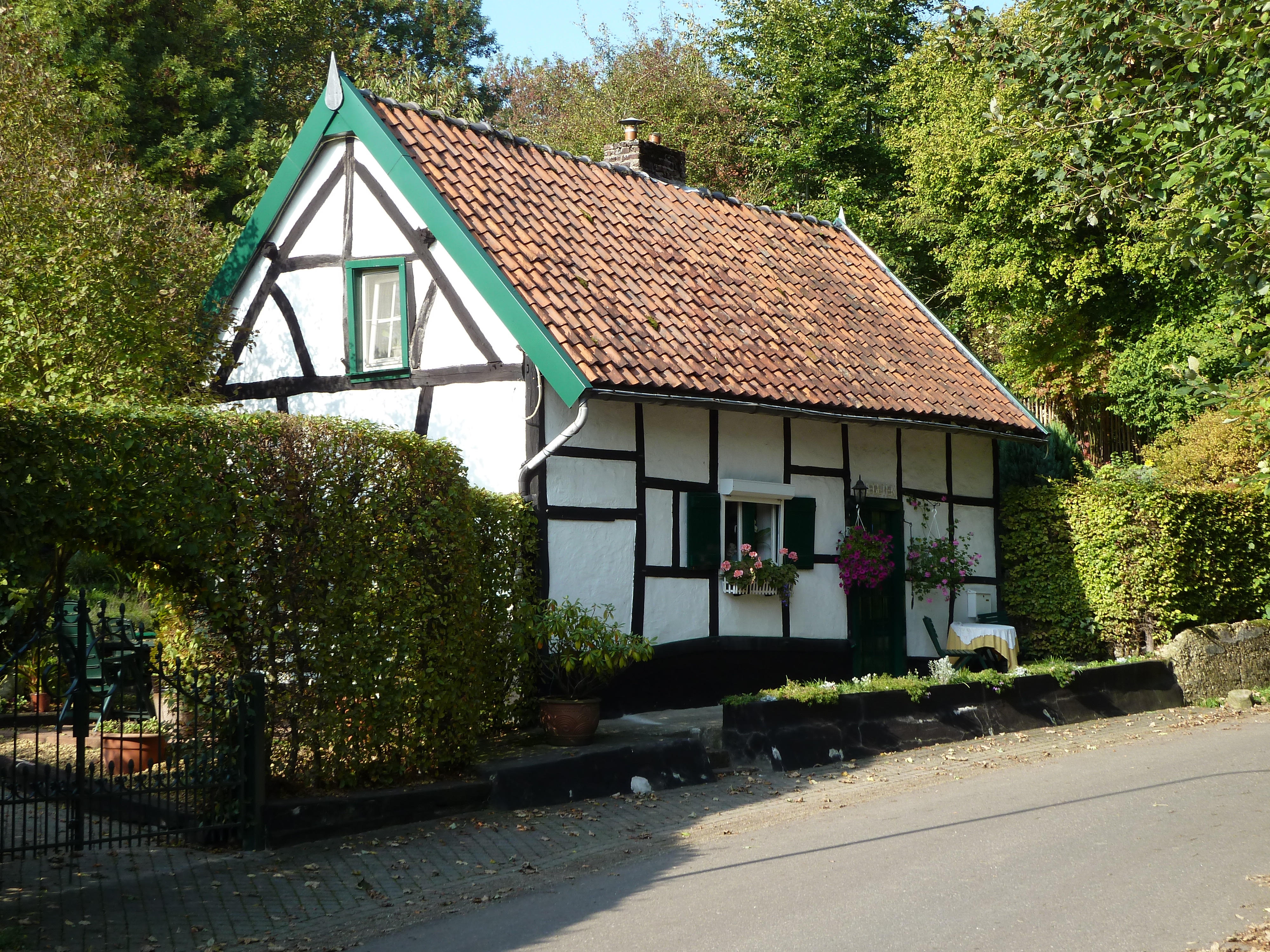

## Galerij

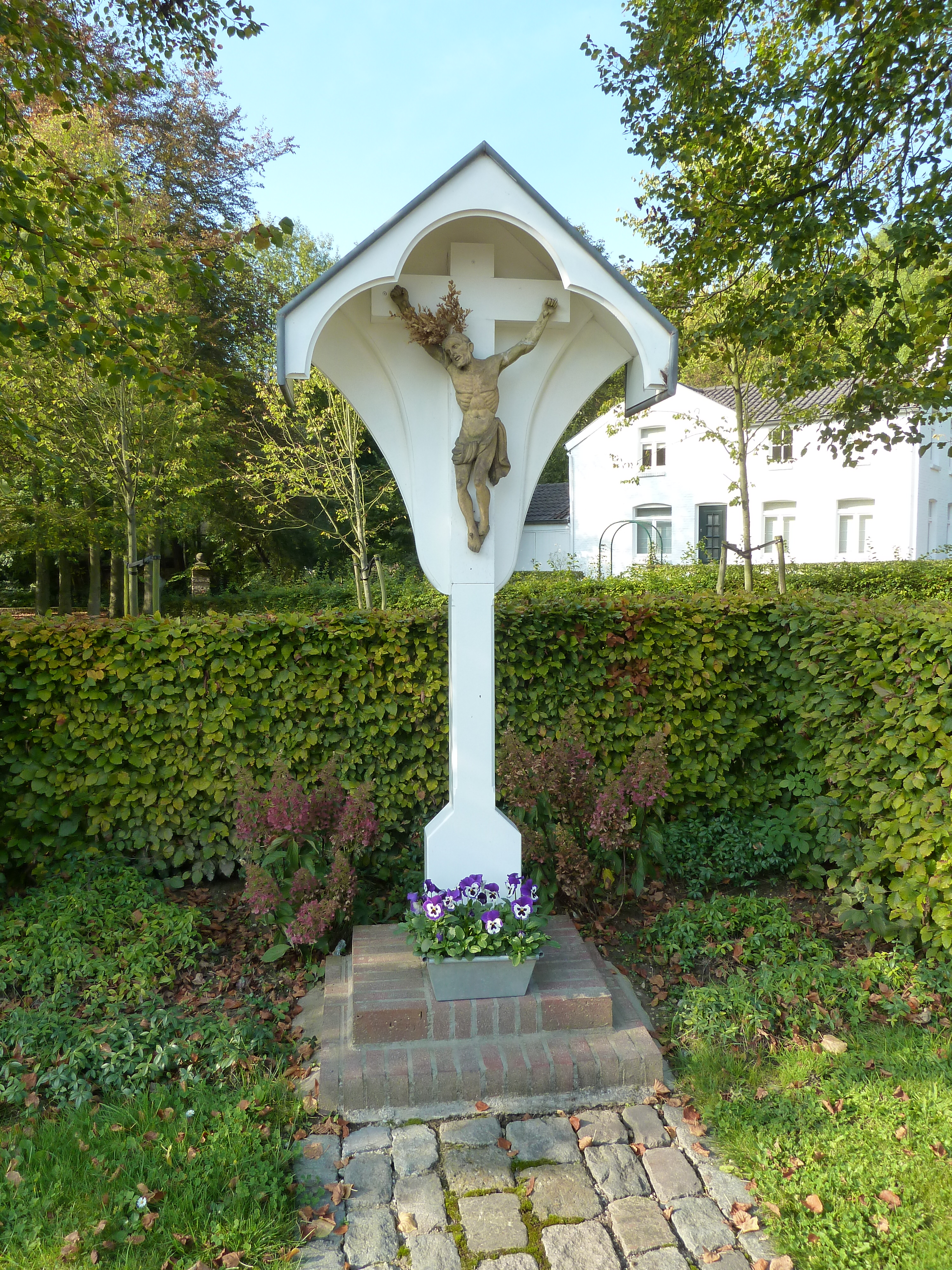
Wegkruis in Wesch

Dorpen: Banholt · Bemelen · Cadier en Keer · Eckelrade · Eijsden · Gronsveld · Margraten · Mariadorp · Mesch · Mheer · Noorbeek · Oost-Maarland · Rijckholt · Scheulder · Sint Geertruid

Gehuchten & Buurtschappen: Berg · Bergenhuizen · Breust · Bruisterbosch · Gasthuis · Groot Welsden · Herkenrade · Honthem · Hoogcruts · Hoog-Caestert · Klein Welsden · Laag-Caestert · Libeek · Moerslag · 't Rooth · Schey · Schilberg · Sint Antoniusbank · Terhorst · Terlinden · Termaar · Ulvend · Vroelen · Wesch · Withuis · Wolfshuis

Limburg: Steden en dorpen      Nederland: Provincies · Gemeenten